# Várpalota kül- és belterületeinek listája
Várpalotának nincsenek hivatalosan felosztott városrészei, csak a köznyelvben használnak elterjedt neveket a város bizonyos területeinek elnevezésére. Az összesen 15 névből álló „névcsokor” a város ritkán lakott területeire is kiterjed, melyeknek vagy a bányászvárosi múltból találtak neveket az emberek vagy a Volán-társaság gondoskodott egy-egy terület nevéről. A felsorolt területeken kívül esnek még az ipari parkok, és a teljes mértékben lakatlan területek abban az esetben is, ha rendelkeznének elnevezéssel.
- Belváros
- Tési domb
- Loncsos
- Rákóczi telep
- Alsóváros
- Bánya (ritkán lakott)
- Felsőinkám
- Alsóinkám
- Kismező
- Felsőváros
- Kálvária
- Inota falu
- Készenléti lakótelep
- Beszálló (ritkán lakott)
- Bántabánya (üdülő övezet)

## Várpalota történelmi, részben feledésbe merült városrészei, dűlői, bányamezői
- Alsó-Város

A mai Péti út-8-as és a Bányabekötő út által határolt rész. Meghatározó utcája a Kossuth utca. Egyéb utcák: Béke utca, Mészáros Lőrinc utca, Dankó út, Zichy út, Marx Károly út, Winkler Márton utca.
Itt, a Kossuth utcában volt az egykori „vasas”, amely az 1950-es 60-as években Várpalota egyik meghatározó műszaki kereskedésének számított.
- Alsó-Inkám

A mai Penny market-Fekete Gyémánt étterem-Szent István út által határolt rész. Kertes házak, „5-ösök” (5 lakásból álló kis sorházak) alkották. A 80-as évek elején-közepén bontották le ezeket, nagyjából egyidőben a Felső-Inkám panelházainak építésével.
- Bánta

Külterület Várpalotától nyugatra, határos Ösküvel. Kertek, szőlőhegy (várpalotai Badacsony, Kis-Badacsony) alkotja, egykor bánya is működött itt.
- Bögre

Szőlőhegy Várpalotától északra a Kálvária felett

## További területek
| - Alsómajor - Antal-mező - Badacson-Badacsony - Bagócs gödör - Ballai föld - Ballai puszta - Bánta - Bántapuszta - Bicsakhálás - Birkás-rét - Bődisréttye alatt való 2.dűlő - Borbély-völgy - Bögre(Széphegy) - Bőrhegy(Bérhegy) - Burok part - Bükkfakufárka - Csákányhid - Csákányhid-ere - Cser - Cseralja - Csörgető völgy - Disznóhegy - Dögtemető - Ebhegy - Ebhegyi szőlő - Eggyes Reketty Bokor - Ernő-mező - Fajdas-Fajtas - Fanni-telep Fáni-telep - Fehérkősziklaárka - Fekete bokor - Felsőmajor - Földvétel - Fölsőtelek - Fürdő-kút - Galambos Rétje - Gazsiluk-ágazatja - Gombás-völgy - Gyertyános-kálista - Hadnagy-rét - Hangalos-Hangyálos - Határvölgy - Herceg-kőnél levő Hársfa Határ - Herczeg-telep - Hosszúhegy - Hulló | - Inkám, Alsó és Felső-Inkám - Inotai folyóra való dűlő - Józan - Kanálisalja - Kálvária - Kálvária alja(Szeri-dűlő) - Kálvinista Prédikátor Rétje - Kendervölgy-árka - Kettős Fűzfa - Kettős Kálista - Két Vizállás - Kikeritó-Kékerűtó - Kisbükk - Kishegy - Kisebbik Bánta - Kiskecskemét - Kismező - Koldusteleki - Kopaszhallgató - Korpadomb - Koskapuvölgye - Kőris alatt levő Szélső Rétek - Kőrisalja - Kőrös-aljai rétek - Köves dűlő - Közép Berek - Kuszlica (Téglakemencés) - Külsőmajor - Lapgyöpi - Loncsos - Márkusszekrénye - Mészkemence völgye - Mogyorós oldal - Nagymező-sikság - Nagyobbik Bántai Rét - Nyilasok - Nyirvölgy, Nyirfás - Öreghegy - Papkert - Paprét (katolikus temető után Fehérvár felé) - Pénz-ásási - Péti - Péti Források - Péti Kettős Kalló - Péti-patak - Péti Szőlőhegy | - Pétpuszta - Plébánia Földje - Pléhorgya - Pusztaklastrom - Puszta-romlás (ferences kolostor helye, temetőkápolna) - Puszta-templom - Rakató - Rejcsur - Sárrét - Sintérdomb - Somos - Somosalja - Sósos - Sovány-dűlők - Suri - Szabó-telep - Száraz-réti - Szénégetőhegy - Szénhely-Szélhely-Széhel - Szénhelyi kút Réttye - Szén-kút - Széphegy(Bögre) - Szij Fák alatti felső dűlő - Szilfa dűlő - Szilvás - Szőlőhegy - Szunyog-Kálista - Tábormező - Téglakemencés - Tési-domb - Tompa kálista - Tuluk nevű erdő - Új Szőlő - Ürge-Város - Vadkert - Vaskapu - Várberek - Vári - Városréti - Vársánci - Vár-Soma - Várvölgy - Vén-Cser - Zsidó temető |

## Bányaaknák
- Antal
- Bántapuszta
- Beszálló (Skyp I)
- Cseri
- Ernő
- Fanni
- Ferenc
- Grábler
- Henrik
- Hungaria
- János
- Óferenc
- Ősi
- Skyp I (Beszálló)
- Skyp II (Ősi)
- Skyp III
- Szállitó
- Újferenc